# Crocifisso (Giovanni da Rimini)
Il Crocifisso dipinto e sagomato di Giovanni da Rimini è una tempera su tavola, databile tra il 1300 e il 1305, attualmente conservato presso il museo della città di Rimini.
È l'opera che dà il via alla cosiddetta scuola riminese, nata successivamente alla presenza e al lavoro di Giotto nella città.

## Descrizione
Il crocefisso riprende chiaramente quello del ben più noto maestro toscano. Il Cristo ha una forma piuttosto allungata ed esile, molto aderente alla struttura della croce. Pregevole l'uso dei chiaroscuri e dell'effetto delle ombre per rendere chiari i lineamenti e i dettagli anatomici del corpo di Cristo, che si evidenzia rispetto allo sfondo nero della croce.
Alle estremità sono presenti tre figure.
Esistono due altre versioni del crocifisso, sempre attribuite all'artista, una prima presso il museo del Metauro a Mercatello sul Metauro che però si differenzia dallo sfondo dorato della croce, anziché scuro; una seconda presso la chiesa di san Lorenzo a Talamello.

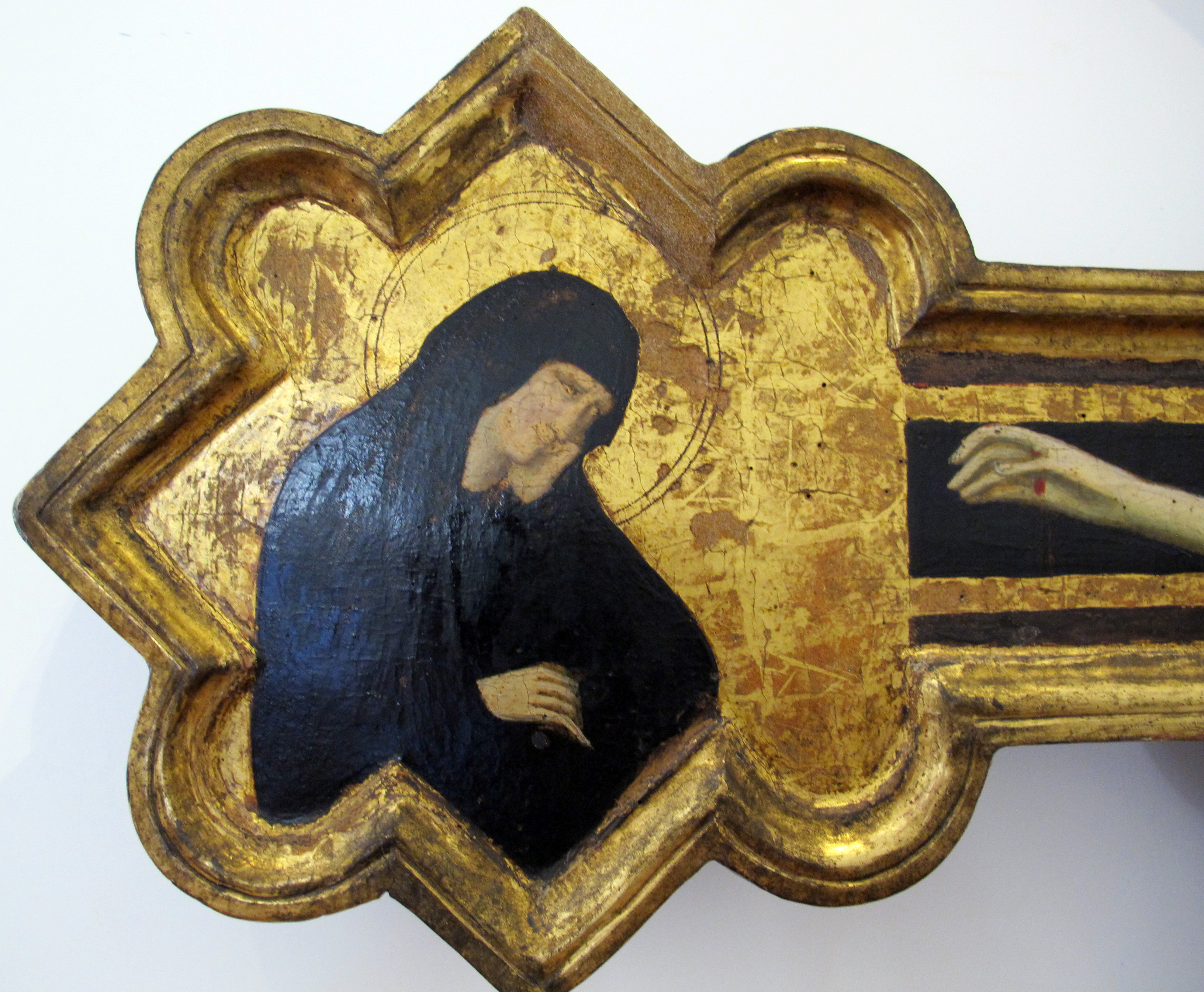
Lobo sinistro
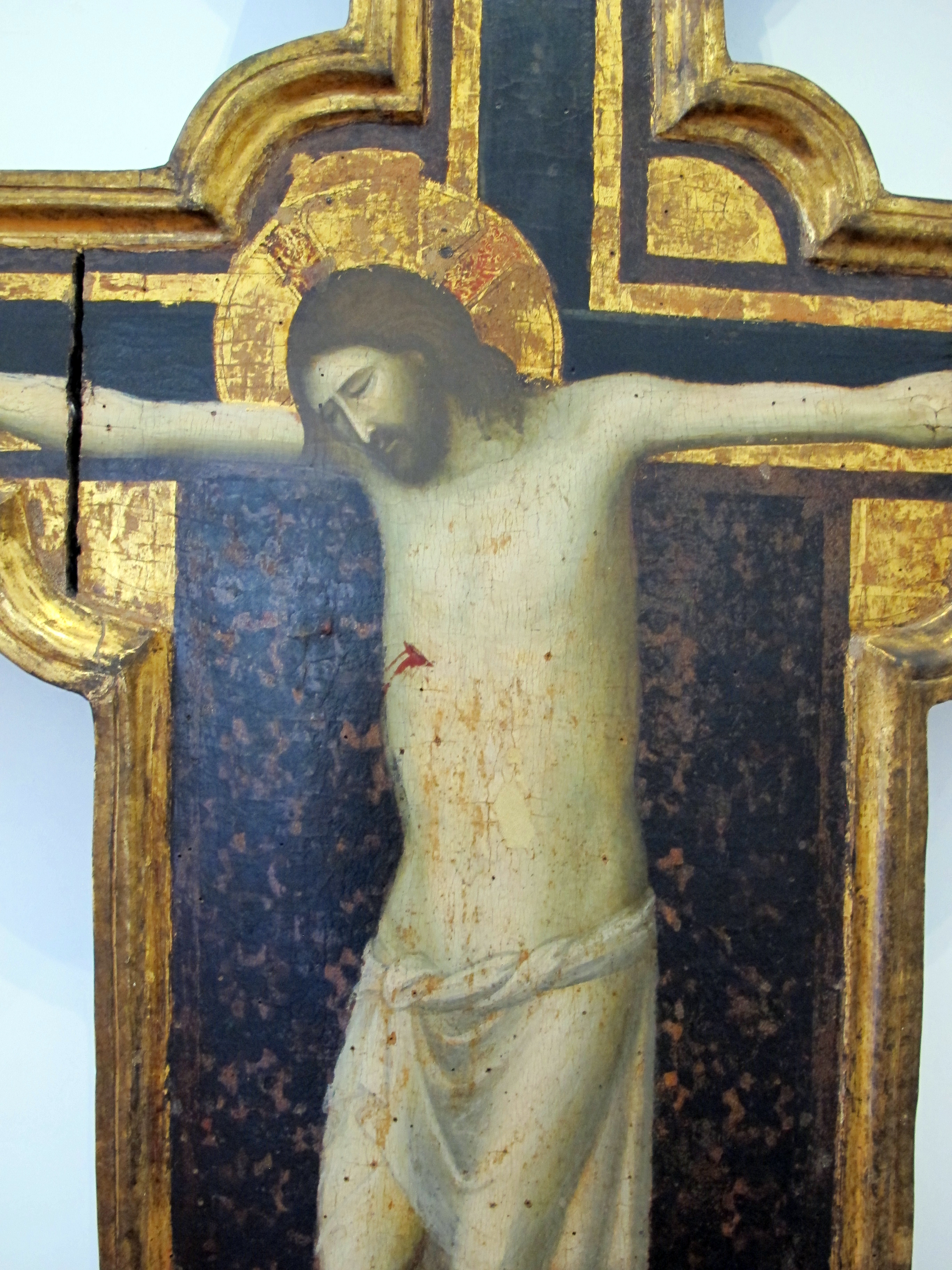
Particolare della figura del Cristo